# Hsiao Bi-khim
Hsiao Bi-khim (Kobe, Japón; 7 de agosto de 1971) es una política y diplomática taiwanesa que ejerce como vicepresidenta de la República de China desde mayo de 2024, anteriormente fue representante de Taiwán en los Estados Unidos de 2020 a 2023 y miembro del Yuan Legislativo de 2002 a 2008 y nuevamente entre 2012 y 2020. En noviembre de 2023, el Partido Progresista Democrático la nominó como candidata a la vicepresidencia en las elecciones presidenciales de 2024.

## Biografía
Nacida en Kōbe, Prefectura de Hyōgo, Japón, Hsiao creció en Tainan, Taiwán, antes de mudarse a los Estados Unidos. Se graduó en Oberlin College en 1993 y en la Universidad de Columbia con una maestría en ciencias políticas en 1995.
Es miembro del Partido Progresista Democrático (DPP) y es una figura diplomática importante dentro de dicho partido. Fue vicepresidenta de la Internacional Liberal.